# Xyris congensis
Xyris congensis är en gräsväxtart som beskrevs av Buttner. Xyris congensis ingår i släktet Xyris och familjen Xyridaceae. Inga underarter finns listade i Catalogue of Life.